# LE-251

La carretera provincial LE-251, renombrda como LE-6707 y denominada carretera de Sahagún a Guardo, une los municipios de Sahagún y Renedo de Valderaduey, ambos de la Provincia de León, España. 
Originalmente, el planteamiento de la carretera llegaba hasta la localidad palentina de Guardo.
Atraviesa los núcleos urbanos de:
- Sahagún
- Villalebrín
- Villalmán
- Joara
- Sotillo de Cea
- San Pedro de Valderaduey
- Villavelasco de Valderaduey
- Villazanzo de Valderaduey
- Velilla de Valderaduey
- Castrillo de Valderaduey
- Renedo de Valderaduey

Continúa como camino vecinal hacia San Andrés de la Regla y Saldaña y pista forestal a través del monte de Riocamba a la Ermita del Santo Cristo del Amparo (Guardo).
- Datos: Q5961520